# Horní Loučky
Horní Loučky (deutsch Ober Loutschka, früher Ober Lauczka) ist eine Gemeinde in Tschechien. Sie liegt sieben Kilometer nordwestlich von Tišnov und gehört zum Okres Brno-venkov.

## Geographie
Horní Loučky befindet sich in der Sýkořská pahorkatina, einer Untereinheit der Nedvědická vrchovina in der Böhmisch-Mährischen Höhe. Das Dorf liegt linksseitig über dem Tal der Bobrůvka auf einem Sattel zwischen zwei Hügeln. Östlich erhebt sich der Dranč (407 m), im Südosten der Pasník (543 m) und im Süden die Mírová (467 m).
Nachbarorte sind Husle und Kaly im Norden, Zahrada im Nordosten, Štěpánovice im Osten, Střemchoví und Dolní Loučky im Südosten, Falcov und Chytálky im Süden, Újezd u Tišnova im Südwesten sowie Vrbka im Nordwesten.

## Geschichte
Die erste schriftliche Erwähnung des Ortes stammt aus dem Jahre 1353 als Hroch von Kunstadt, seiner Frau Margarethe von Sternberg Zinseinnahmen aus den Dörfern Malhostovice und Horní Loučky als Mitgift überschrieb. 1360 überließ Gerhard von Kunstadt seinem Besitz, darunter die Stadt und Burg Kunštát, an seine Vettern Kuno von Luk, Vilém von Polehradice und Hroch von Loučky. Dadurch wurden die Dörfer Dolní Loučky und Horní Loučky an die Herrschaft Kunštát angeschlossen. Herolt Kuna von Kunstadt verkaufte 1502 Dolní Loučky und Horní Loučky einschließlich der wüsten Burg Loučky an die Brüder Jan und Václav von Lomnice auf Náměšť. Im Jahre 1519 veräußerte Jan von Lomnice und Velká Bíteš die wüste Burg zusammen mit Horní Loučky und einem kleinen Teil von Dolní Loučky an das Kloster Porta Coeli. 1782 wurde das Kloster im Zuge der Josephinischen Reformen durch Kaiser Joseph II. aufgehoben. Nachfolgend wurde das Dorf der weltlichen Herrschaft Porta Coeli untertänig. Die Bewohner von Horní Loučky lebten bis ins 18. Jahrhundert von der Landwirtschaft und verdienten sich durch Weberei ein Zubrot. Später gingen einige als Arbeiter in die Fabriken von Tišnov.
Nach der Aufhebung der Patrimonialherrschaften bildete Horní Loučka ab 1850 eine Gemeinde im Brünner Bezirk und Gerichtsbezirk Tischnowitz. Seit 1896 gehörte die Gemeinde unter dem Namen Horní Loučky zum neu gebildeten Bezirk Tischnowitz. In den Jahren 1940 bis 1943 wurde in Horní Loučky ein Wasserwerk und eine Kanalisation errichtet. Der Bau wurde von dem aus dem Dorf stammenden Unternehmer Karel Zejda, Besitzer der Kofferfabrik Kazeto in Přerov finanziert. Nach der Auflösung des Okres Tišnov kam Horní Loučky mit Beginn des Jahres 1961 zum Okres Žďár nad Sázavou. Zu dieser Zeit hatte das Dorf 381 Einwohner. Seit Beginn des Jahres 2005 gehört die Gemeinde zum Okres Brno-venkov.

## Gemeindegliederung
Für die Gemeinde Horní Loučky sind keine Ortsteile ausgewiesen.

## Sehenswürdigkeiten
- Kapelle Mariä Himmelfahrt, geweiht am 13. August 2005
- Denkmal für die Opfer des Ersten Weltkrieges, am Dorfplatz
- Büste für Hynek Kokojan (1895–1945), Teilnehmer am Prerauer Aufstand vom 1. Mai 1945, geschaffen 1946 von Josef Baják